# Roasio
Roasio est une commune italienne de la province de Verceil dans la région Piémont en Italie.

## Administration
| Période                                  | Période | Identité | Étiquette | Qualité |
| ---------------------------------------- | ------- | -------- | --------- | ------- |
|                                          |         |          |           |         |
| Les données manquantes sont à compléter. |         |          |           |         |

### Hameaux
San Maurizio, Castelletto Villa, San Giorgio, Sant' Eusebio, Corticella, Curavecchia, Prucengo

### Communes limitrophes
Brusnengo, Curino, Gattinara, Lozzolo, Rovasenda, Sostegno, Villa del Bosco